# Himalagrion exclamationis
Himalagrion exclamationis är en trollsländeart som beskrevs av Fraser 1920. Himalagrion exclamationis ingår i släktet Himalagrion och familjen dammflicksländor. IUCN kategoriserar arten globalt som otillräckligt studerad. Inga underarter finns listade i Catalogue of Life.